# HD86976
HD86976 — хімічно пекулярна зоря спектрального класу A5, що має видиму зоряну величину в смузі V приблизно  8,4.
Вона  розташована на відстані близько 1006,7 світлових років від Сонця.

## Пекулярний хімічний склад
Зоряна атмосфера HD86976 має підвищений вміст 
Cr
.